# Bauhinia guianensis
Bauhinia guianensis är en ärtväxtart som beskrevs av Jean Baptiste Christophe Fusée Aublet. Bauhinia guianensis ingår i släktet Bauhinia och familjen ärtväxter.

## Underarter
Arten delas in i följande underarter:
- B. g. guianensis
- B. g. splendens